# 原昌胤

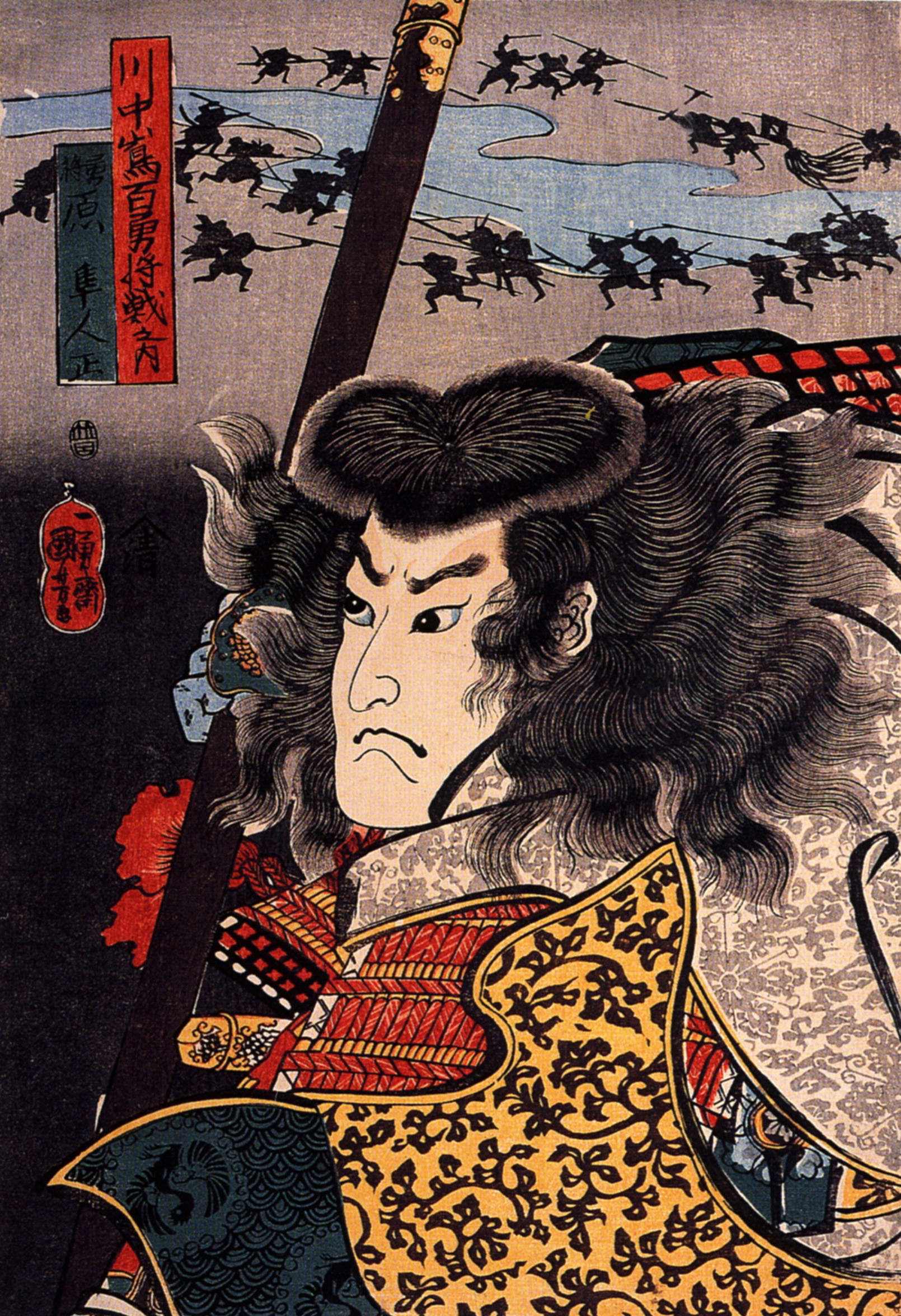
川中島の原隼人正（歌川国芳画）

原 昌胤（はら まさたね）は、戦国時代の武将。甲斐武田氏の家臣。武田二十四将の一人。

## 生涯
原昌俊の嫡男として生まれる。昌俊・昌胤の原氏は美濃土岐氏の庶流といわれ、武田家中には足軽大将の原虎胤がいるが、虎胤は千葉氏一族の原氏の出自で別系統であるという。
『甲陽軍鑑』に拠れば天文19年（1550年）に家督を継ぎ、陣馬奉行を務め120騎を指揮したという。
初見文書は弘治2年（1556年）11月で、信濃侵攻における甲斐衆小池氏の下伊那出陣に際した証文に名が見られ、信玄側近として朱印状奏者として名前が確認される。永禄4年（1561年）の西上野侵攻においては跡部勝資や曽根虎長、土屋昌続らとともに上野国衆への取次を務めており、昌俊は一之宮貫前神社や高山氏、小幡氏、高田氏らの取次を担当しており、永禄10年（1567年）の下之郷起請文においては上野国衆からの起請文を担当している。
駿河侵攻において永禄12年（1569年）7月、今川方の富士氏が籠城する大宮城は開城した。昌胤は市川昌房とともに富士山本宮浅間大社や静岡浅間神社などの寺社支配を行っており、また大宮城周辺の支配に関わっていたため大宮城の城代を務めていた可能性を指摘するものもある。ほか、朝比奈信置や松井宗恒との取次も務めている。
ほか、甲斐国内の郷村に対する諸役免許や軍役動員などの朱印状では山県昌景とともに名前が見られ、争論の裁許状など訴訟関係文書において名前がみられる。
時期・経緯は不明であるが一時期失脚し、元亀元年（1570年）以降・元亀3年（1572年）以前に北条家臣で臼井原氏麾下の完倉兵庫介が仲介し赦免されたという。天正3年（1575年）の長篠の戦いにおいて戦死。

## 脚註
1. ↑  丸島(2011) p.90
2. ↑  「宍倉安衛家文書」7号『千葉県の歴史資料編』中世3所載

## 関連作品
- 武田信玄（1988年、NHK大河ドラマ、演：岡村菁太郎）